# أرارات (فلم)
أرارات (بالإنجليزية: Ararat) فيلم درامي تاريخي، إنتاج كندي – فرنسي مشترك من تأليف وإخراج أتوم إيغويان. الفيلم من بطولة ديفيد ألباي، شارل ازنافور، إريك بوجوسيان، برنت كارفر، ماري جوزيه كروز، بروس غرينوود، أرسيني خانجيان، إلياس كوتياس، وكريستوفر بلامر. وتدور الأحداث حول عائلة وطاقم تصوير في تورنتو يعملون على فيلم يستند على الأحداث التاريخية في "حصار وان" عام 1915 (انتفاضة ومقاومة نفذها الشعب الأرمني في مدينة وان ضد محاولات الدولة العثمانية الساعية لذبح أو تهجير السكان الأرمن العثمانيين في ولاية وان). بالإضافة إلى استكشاف التأثير البشري لهذا الحدث التاريخي المحدد، يدقق "أرارات" في طبيعة الحقيقة وتمثيلها من خلال الفن. اعترضت حكومة تركيا على موضوع الإبادة الجماعية، وهي قضية ألهمت جزئيًا واستكشفها الفيلم.
ظهر الفيلم خارج المنافسة في مهرجان كان السينمائي 2002. فازت بخمس جوائز في حفل توزيع جوائز جيني بما في ذلك جائزة أفضل فيلم سينمائي (الجوائز التي توزعها أكاديمية السينما والتلفزيون الكندية)
صدر الفيلم 20 مايو 2002 (مهرجان كان السينمائي)، 4 سبتمبر 2002 (فرنسا)، 3 اكتوبر 2002 (VIFF)، و15 نوفمبر 2002 (الولايات المتحدة)
منح موقع قاعدة بيانات الأفلام على الإنترنت (IMDB) الفيلم درجة 6.3/ 10.
منح موقع قاعدة بيانات الأفلام العربية "السينما.كوم" الفيلم درجة 5.2/ 10.

## طاقم التمثيل
تشارلز أزنافور: في دور إدوارد سارويان
كريستوفر بلامر: في دور ديفيد
ديفيد ألباي: في دور رافي
أرسيني خانجيان: في دور أني
إريك بوجوسيان: في دور روبن
ماري جوزيه كروز: في دور سيليا
برنت كارفر: في دور فيليب
بروس غرينوود: في دور مارتن هاركورت (الممثل الذي يلعب دور كلارنس أوشر)
إلياس كوتياس: في دور علي (الممثل الذي يلعب دور جودت باي)
لوسناك: في دور شوشان (والدة ارشيلي غوركي)
سيمون أبكاريان: في دور أرشيلي غوركي
غارين بوياجيان: في دور الشاب أرشيلي غوركي 

## أحداث الفيلم
تعيش عائلة أرمنية كندية في تورنتو، وتترأسها الأرملة آني (أرسيني خانجيان) التي حاول زوجها اغتيال السفير التركي من قبل. يتورط ابنها الشاب رافي (ديفيد ألباي) في علاقة جنسية مع سيليا (ماري جوزيه كروز)، أخته غير الشقيقة، التي تتهم آني بقتل والدها بدفعه من منحدر، بينما تصر آني على أنه انزلق وسقط. تقدم آني عروض تاريخ الفن للرسام الأمريكي الأرمني أرشيلي غوركي (سيمون أبكاريان)، مع حضور سيليا باستمرار ومضايقة آني علنًا بشأن إخفاء الحقيقة.
يصل إلى تورنتو مخرج السينما الأرميني، إدوارد سارويان (تشارلز أزنافور)، بهدف صنع فيلم عن الإبادة الجماعية للأرمن، وحصار فان عام 1915، والفنان غوركي. يتم تعيين آني كمستشارة تاريخية، ويعاونها رافي في المشروع. يحصل الممثل الكندي التركي الطموح علي (إلياس كوتياس) على شهرة واسعة عندما قام بدور الحاكم العثماني جودت باي. يقرأ "علي" تاريخ الإبادة الجماعية، التي لم يسمع عنها كثيرًا من قبل، ويهين رافي عندما يسمعه يقول للمخرج سارويان أنه يعتقد أن العثمانيين شعروا أن الإبادة الجماعية كانت مبررة، في ضوء الحرب العالمية الأولى. يحاول رافي شرح هذا التاريخ للممثل "علي" ويخبره أن الأرمن كانوا من مواطني الدولة العثمانية، في ذلك الوقت، وأن الأتراك لم يكونوا في حالة حرب معهم، ويتجاهل "علي" هذه المواجهة مع رافي ويقول انه ولد في كندا وأيضا رافي قد ولد في كندا وعليهما معًا محاولة تجاوز تاريخ الإبادة الجماعية.
بعد عودة رافي إلى كندا من رحلة إلى تركيا، يستجوبه مسؤول أمن المطار ديفيد (كريستوفر بلامر) الذي يعتقد أن رافي متورط في مؤامرة لتهريب المخدرات، وبدلاً من استخدام كلاب شم المخدرات، يفضل ديفيد التحدث إلى رافي بإسهاب. يزعم رافي أنه أخذ على عاتقه تصوير لقطات إضافية في تركيا. كان الفيلم يُعرض في تلك الليلة لأول مرة. يعتقد ديفيد أن رافي بريء، ويطلق سراحه، ويغادر رافي تاركاً بعض بكرات الفيلم، ويكتشف ديفيد أنها تحتوي على الهيروين.

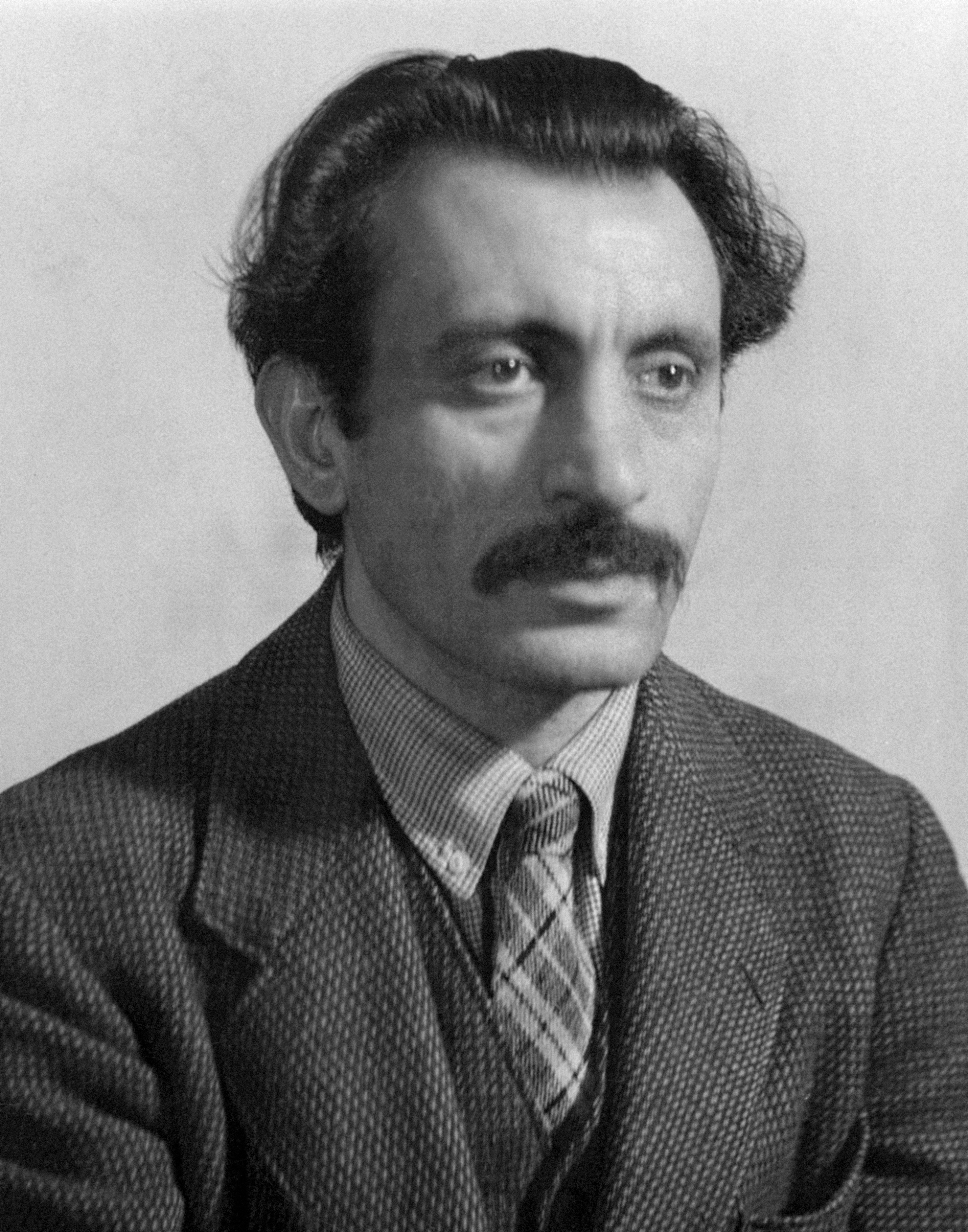
أرشيل غوركي (1904 - 1948)

## موضوعات الفيلم
تشمل القضايا التي تم استكشافها في الفيلم "الحقيقة" و"الفن". استخدم الفيلم أسلوب (قصة داخل قصة story within a story)، يستكشف الفيلم ما إذا كان يجب على الأفلام إعادة تمثيل جرائم الحرب، وما إذا كان بإمكان الأفلام تغيير الحقائق لإيصال حقائق أكثر أهمية. موضوع آخر للفيلم هو الفجوات بين الأجيال، حيث يستكشف كيف تفهم الأجيال اللاحقة الملفات التاريخية بدلاً من العيش مع روايات الإبادة الجماعية للأرمن نفسها. العديد من الشخصيات الكندية الأرمينية في الفيلم تحدد رموز تراثها، مثل صور جبل أرارات. استخدام الرموز كما في شخصية الفنان "أرشيلي غوركي" الذي يصبح في الفيلم كحلقة وصل بين التاريخ والحياة الحالية للشعب الأرمني.

## إنتاج الفيلم

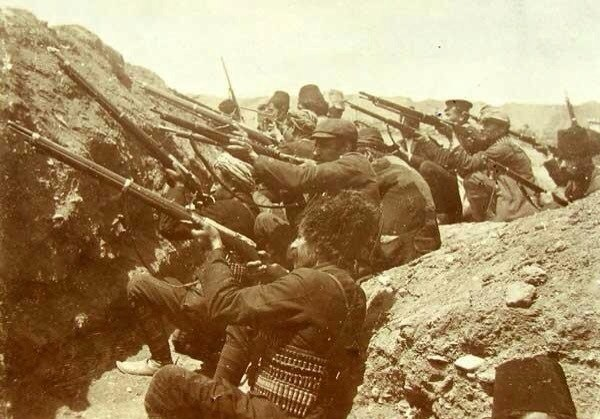
تمت إعادة تجسيد حصار وان في الفيلم.

المخرج أتوم إيغويان وزوجته الممثلة أرسيني خانجيان (التي قامت بدور آني) من الأرمن الكنديين، وقد فقد إيغويان بعض أسلافه في الإبادة الجماعية. حاول إيغويان شرح الإبادة الجماعية لابنه أرشيلي عندما كان في السادسة من عمره. سأل أرشيلي والده: "هل اعتذر الأتراك عما حدث؟"، وكان فيلم "أرارات" هو الإجابة على هذا السؤال. كان المنتج روبرت لانتوس قد وعد بأنه سيدعم فيلمًا عن الإبادة الجماعية إذا قام إيغويان بصناعة هذا الفيلم. وقدمت شركة اليانس اتلانتس كوميونيكيشنز مبلغ 12 مليون دولار للمخرج.
بدأ التصوير السينمائي، وعمل المخرج إيغويان مع مساعده الدائم بول ساروسي على مدار 45 يومًا خلال صيف عام 2001. تم تصوير مشاهد المعركة التي تصور حصار فان في درمهيلر، ألبرتا، مع بعض الجنود الغير حقيقيين، الذين تم خلقهم بواسطة برامج الكمبيوتر، كما حدث مع قرى فان التي كانت عبارة عن بعض الرسومات من الكومبيوتر.
تم تصوير مشاهد أخرى على شاطيء شيري بمدينة تورنتو بكندا. كان من المستحيل تصوير الفيلم في تركيا أو في جبل أرارات الحقيقي بسبب إنكار تركيا للإبادة الجماعية، كما تم تصوير الفيلم قبل تصويت البرلمان الكندي للاعتراف بالإبادة الجماعية للأرمن في عام 2004. قال إيغويان إنه من الأهمية بمكان أن تقبل الحكومة التركية الحقيقة.

## إصدار الفيلم
رفضت شركة "مترو جولدوين ماير" توزيع الفيلم لأسباب مالية، ووافقت شركة ميراماكس. عرض الفيلم خارج المنافسة في مهرجان كان السينمائي 2002. تم عرض الفيلم أيضًا في يوم افتتاح مهرجان تورنتو السينمائي الدولي لعام 2002 في 5 سبتمبر. افتتح الفيلم في 15 نوفمبر 2002 في دور عرض لوس أنجلوس ونيويورك وتورنتو. وكان الفيلم هو الوحيد الذي تم عرضه في دور العرض التجارية في الولايات المتحدة في العصر الحديث ويدور حول الإبادة الجماعية للأرمن.
تقرر إصدار الفيلم في إيطاليا في 24 أبريل 2003. ومع ذلك، تم حظر عرضه بشكل غير متوقع من قبل السلطات الإيطالية قبل يوم واحد من الإصدار المخطط له، حيث أوضحت السلطات أن موزع الفيلم فاته الموعد النهائي لتقديم طلب للحصول على شهادة رقابة إلزامية. اعترفت سفارة تركيا في روما بأن حكومتها لا تريد عرض الفيلم في إيطاليا، لكنها قالت إنها لم تشارك في قرار عدم عرض الفيلم.
قال وزير الدولة التركي يلماز كاراكويونلو إن الحكومة التركية ستعارض الفيلم قدر الإمكان. ومع ذلك، فقد منحت الحكومة التركية الإذن بعرض الفيلم في تركيا حيث كانت تحاول في ذلك الوقت زيادة حرية التعبير حتى تتمكن تركيا من الانضمام إلى الاتحاد الأوروبي.
حصلت شركة أفلام بيلج على إذن من الحكومة التركية لإصدار الفيلم في تركيا نفسها، لكن الشركة تراجعت عندما تعهد بعض "القوميين" باتخاذ إجراء!  تم عرض الفيلم على محطة التلفزيون التركية "كانال تورك" بعد أربع سنوات.

## استقبال الفيلم
حقق الفيلم، في الأسبوع الافتتاحي بعد الإصدار المحدود في 15 نوفمبر، متوسط دخل لكل دار عرض مبلغ 35188 دولارًا. وحقق 162000 دولار في خمسة دور عرض بحلول 18 نوفمبر. كما حقق 1.1 مليون دولار أمريكي في أمريكا الشمالية بعد فترة 24 يومًا.
أكمل الفيلم تشغيله في 30 يناير 2003، بإجمالي 1.555.959 دولارًا في أمريكا الشمالية. بلغ إجمالي الأرباح 1.187.377 دولارًا في مناطق أخرى ليصبح المجموع 2.743.336 دولارًا.
منح موقع "الطماطم الفاسدة" الفيلم تقييماً مقداره 55% بناءاً على آراء 78 ناقداً سينمائياً، ومنح موقع "ميتاكريتيك" الفيلم تقييماً مقداره 62% بناءاً على آراء 25 ناقداً سينمائياً.
كان الاستقبال النقدي في الغالب سلبيًا. في كندا، كتبت صحيفة "جلوب آند ميل": "أن الاستعارات في الفيلم استفزازية، وفي كثير من الأحيان، يحتار المشاهد من آليات التسليم."
وصف بريان دي جونسون، محرر المجلة الكندية ماكلين، الفيلم بأنه محبط ، رغم أنه مثير للاهتمام أيضًا، وقال إنه فشل بالرغم من الطموح.
ذكرت الصحيفة الكندية ناشونال بوست أن "المخرج إيغويان يكاد أن يكون مشلولاً بسبب رغبته في إظهار كل الجوانب."
منح الناقد الأمريكي روجر إيبرت الفيلم نجمتين ونصف من أصل أربعة، واصفا إياه بأنه "مربك بلا داع"، وقال أن الفيلم: "يأتي بوضوح من قلب إيغويان" لكنه كثير الطبقات أو المواضيع جدًا، وصعب بلا داع، ومبهم للغاية." وقال أيضًا: "أن هناك خلاف حول ما إذا كان الفيلم اقتباس لأدولف هتلر عن نسيان الإبادة الجماعية للأرمن حقيقيًا أم لا."
وصف ستيفن هولدن، في صحيفة نيويورك تايمز، الفيلم بأنه: "انعكاس عميق للذاكرة التاريخية" و"الأكثر إثارة للفكر."
كتب توم داوسون مراسل بي بي سي: "يبدو الفيلم غير لائق ومعقد مقارنة بأعمال إيغويان الأخرى."
النقد القومي
اقترح الأتراك العرقيون في كندا مقاطعة أفلام ديزني وشركاتها الفرعية، وأرسل العديد من النقاد القوميين رسائل بريد إلكتروني إلى إيغويان وأنشأوا مواقع إلكترونية تجادل بأن مقدمة الفيلم غير صحيحة. أرسل بعض الأفراد تهديدات إلى إيغويان، بما في ذلك تصريحات مفادها أن عرض الفيلم قد يؤدي إلى تعريض الأرمن في تركيا للخطر. وذكرت مجلة "فيلم كوارترلي" أن فيلم "أرارات" أدى إلى جولة جديدة من الإنكار الغاضب واتهامات الترويج للكراهية.

## الجوائز والترشيحات
حصل الفيلم على عدة جوائز (12 فوز و13 ترشح)، شملت خمس جوائز في حفل توزيع جوائز جيني الثالث والعشرون، التي استضافتها نجمة آرارات الممثلة أرسيني خانجيان مع الممثل بيتر كيليغان، بينما لم يكن إيغويان موجودًا. منحت حكومة إسرائيل في عام 2008 جائزة "دان ديفيد" لإيغويان "للتصوير الإبداعي للماضي". كان أرارات سببًا خاصًا لهذا التكريم.
جوائز نقابة المخرجين بكندا 2003: رشح لجائزة الإنجاز البارز في الإخراج - فيلم روائي طويل (أتوم إيغويان) – جائزة الإنجاز المتميز في تصميم الإنتاج (فيليب باركر) في مجال جوائز الحرف الفردية. ورشح في مجال جوائز العمل الجماعي (37 فرع من فروع الفيلم).
مهرجان ديربان السينمائي الدولي 2003: فاز بجائزة أفضل ممثلة (أرسيني خانجيان) – فاز بجائزة أفضل إخراج (أتوم إيغويان) – فاز بجائزة أفضل فيلم (أتوم إيغويان)  
جوائز جيني 2003: فاز بجوائز: أفضل فيلم (روبرت لانتوس - أتوم إيغويان) - أفضل إنجاز في تصميم الأزياء (بيث باسترناك) - أفضل إنجاز في الموسيقى (مايكل دانا) - أفضل ممثل في دور داعم (إلياس كوتياس) - أفضل أداء لممثلة في دور قيادي (أرسيني خانجيان).
رشح لجوائز: أفضل إنجاز في الإخراج الفني / تصميم الإنتاج (فيليب باركر) - أفضل أداء لممثل في دور قيادي (ديفيد ألباي) - أفضل أداء لممثل في دور قيادي (كريستوفر بلامر) - أفضل سيناريو أصلي (أتوم إيغويان)
مهرجان جولدن ابريكوت السينمائي الدولي يريفان 2004: فاز بالجائزة الكبرى – المشمشة الذهبية لأفضل فيلم (أتوم إيغويان)
جوائز المجلس الوطني للمراجعة - الولايات المتحدة الأمريكية 2002: فاز بجائزة حرية التعبير.
جوائز جمعية الفيلم السياسي - الولايات المتحدة الأمريكية 2003: فاز بجائزة (PFS) لحقوق الإنسان – رشح لجائزة (PFS) اكسبوزيه
جوائز مهرجان بلد الوليد السينمائي الدولي 2002: رشح لجائزة (جولدن سبايك) لأفضل فيلم (أتوم إيغويان)
جوائز دائرة نقاد السينما في فانكوفر 2003: رشح لجائزة (VFCC) لأفضل فيلم كندي، وأفضل ممثل مساعد في فيلم كندي (إلياس كوتياس)، وأفضل ممثل مساعد في فيلم كندي (بروس غرينوود)، وأفضل مخرج لفيلم كندي (أتوم إيغويان)
جوائز نقابة الكتاب الكندية 2003: فاز بجائزة (WGC)  (أتوم إيغويان)    

## وصلات خارجية
https://mubi.com/films/ararat أرارات (فيلم)
https://letterboxd.com/film/ararat/ أرارات (فيلم)
https://elcinema.com/work/2000270 أرارات (فيلم)
https://www.imdb.com/title/tt0273435/ أرارات (فيلم)
https://www.blu-ray.com/Ararat/253870/ أرارات (فيلم)
https://www.filmaffinity.com/us/film857712.html أرارات (فيلم)
https://www.allmovie.com/movie/ararat-v265820 أرارات (فيلم)
https://www.allocine.fr/film/fichefilm_gen_cfilm=34529.html أرارات (فيلم)